# Quế Phú
Quế Phú is een xã in het district Quế Sơn, een van de districten in de Vietnamese provincie Quảng Nam. Quế Phú heeft ruim 11.000 inwoners op een oppervlakte van 19,75 km².

## Geografie en topografie
Quế Phú ligt in het noorden van Quế Sơn tegen de grens aan de huyện Duy Xuyên. De aangrenzende xã in Duy Xuyên is Duy Thành. De aangrenzende xã's in Quế Sơn zijn Hương An, Quế Cường, Quế Xuân 1 en Quế Xuân 2.
Quế Phú ligt op het punt waar de Ly Ly in de Bà Rén stroomt, die grens met Duy Thành vormt. De Ly Ly vormt de grens tussen Quế Phú en Hương An.

## Verkeer en vervoer
Een van de belangrijkste verkeersaders is de Quốc lộ 1A. Deze weg verbindt Lạng Sơn met Cà Mau. Deze weg is gebouwd in 1930 door de Franse kolonisator. De weg volgt voor een groot gedeelte de route van de AH1. Deze Aziatische weg is de langste Aziatische weg en gaat van Tokio in Japan via verschillende landen, waaronder de Volksrepubliek China en Vietnam, naar Turkije. De weg eindigt bij de grens met Bulgarije en gaat vervolgens verder als de Europese weg 80.
Ook de Spoorlijn Hanoi - Ho Chi Minhstad gaat door Quế Phú. Quế Phú heeft geen spoorwegstation aan deze spoorlijn.

## Cultuur en bezienswaardigheden
Vlak bij de Quốc lộ 1A staat het Martelarenmonument van Quế Phú.